# Velká Losenice
Velká Losenice település Csehországban, a Žďár nad Sázavou-i járásban. Velká Losenice Račín, Přibyslav, Vepřová, Malá Losenice, Sázava és Nové Dvory településekkel határos. Lakosainak száma 1212 fő (2024. január 1.).

## Népesség
A település lakosságának változását az alábbi diagram mutatja:
| Lakosok száma | 1143 | 1177 | 1180 | 987  | 954  | 979  | 1230 | 1220 | 1206 | 1212 |
|               | 1869 | 1890 | 1921 | 1950 | 1980 | 2001 | 2017 | 2019 | 2022 | 2024 |